# 于尔泰乌斯
于尔泰乌斯（法語：Hultehouse）是法国摩泽尔省的一个市镇，属于萨尔堡区（Sarrebourg）法尔斯堡县（Phalsbourg）。该市镇总面积4.58平方公里，2009年时的人口为353人。

## 人口
于尔泰乌斯人口变化图示